# Jonny Edgar
Jonny Edgar, né le 13 février 2004 à Whitehaven, est un pilote automobile britannique. Il est champion d'Allemagne de Formule 4 en 2020, et membre du Red Bull Junior Team de 2018 à 2023.

## Biographie

### Karting
Jonny Edgar fait ses débuts en karting à l'âge de huit ans, comme beaucoup de membres de sa famille. Il passe rapidement au niveau international, avec pour point d'orgue, son titre en championnat d'Europe CIK-FIA OK Junior, devant des pilotes comme Jack Doohan, Zane Maloney ou Hadrien David. Lors de sa dernière année en karting, il termine 3e du WSK Super Master Series.

### Débuts en monoplace

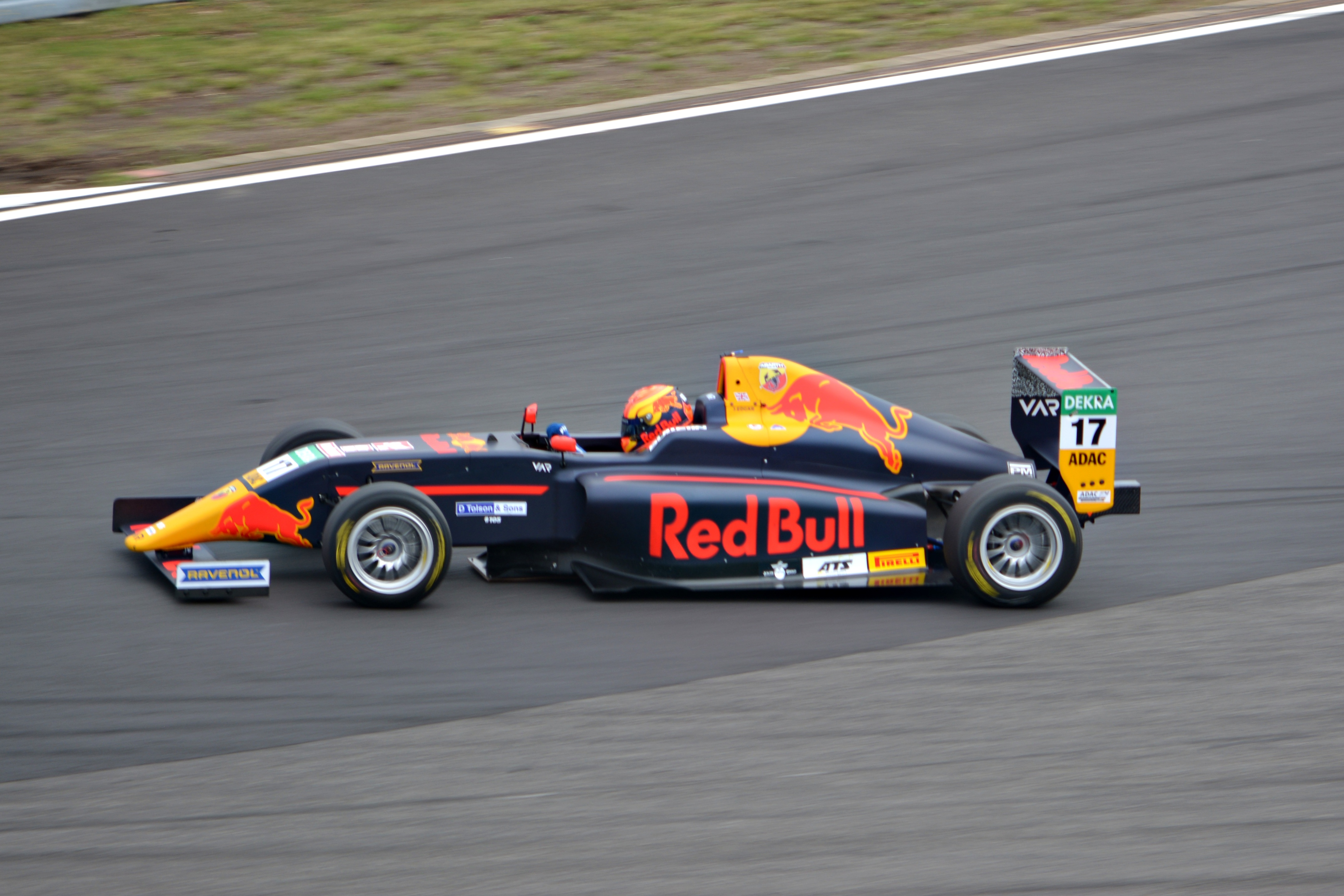
Jonny Edgar au Nürburgring en F4 allemande en 2020.

Avec le soutien du Red Bull Junior Team, il passe en monoplace en 2019, participant à des courses des championnats italien, allemand et espagnol de Formule 4. Dixième de F4 italienne avec plusieurs podiums, il rejoint Van Amersfoort Racing pour une deuxième saison en Allemagne et en Italie en 2020. Se concentrant sur le championnat allemand, il s'impose de justesse avec six victoires, pour deux points devant son coéquipier Jak Crawford,.

### Formule 3 FIA

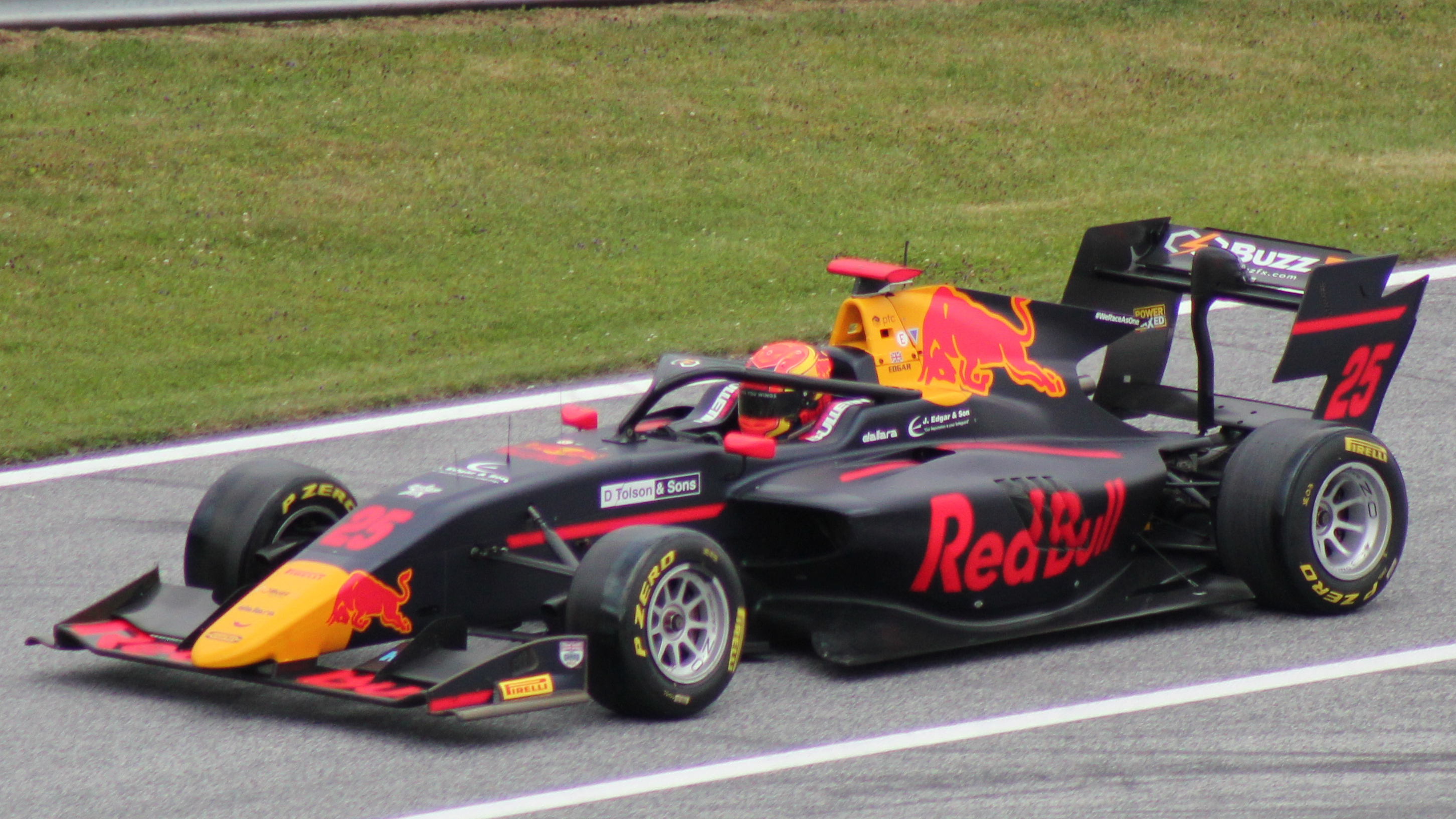
Jonny Edgar en Formule 3 FIA en 2021 sur le Red Bull Ring.

Après des essais hivernaux disputés avec MP Motorsport, Edgar annonce le 15 janvier 2021, qu'il pilotera pour Carlin dans le championnat de Formule 3 FIA pour la saison 2021 aux côtés de Kaylen Frederick et de Ido Cohen dès sa première course, il se qualifie douzième mais part en pole grâce à la grille inversée et termine cinquième marquant ainsi ses premiers points. Il termine ensuite les trois courses du Red Bull Ring dans les points. Il termine la saison à la dix-huitième place avec un total de 23 points.
En 2022, Edgar est transféré chez Trident où il fait équipe avec Roman Staněk et Zane Maloney après avoir réalisé des essais prometteurs. Cependant à l'issue de la première manche, il est contraint de quitter le championnat de manière temporaire pour raisons de santé. Les diagnostics montrent qu'il souffre de la maladie de Crohn. En attendant son retour, son équipe choisi de le remplacer par Oliver Rasmussen pour les deux manches suivantes. Il fait son retour lors de la manche de Silverstone.

## Résultats en compétition automobile
| Saison | Championnat                          | Écurie                | Courses | Victoires | Pole positions | Meilleurs tours | Podiums | Points | Classement |
| ------ | ------------------------------------ | --------------------- | ------- | --------- | -------------- | --------------- | ------- | ------ | ---------- |
| 2019   | Championnat d'Italie de Formule 4    | Jenzer Motorsport     | 21      | 0         | 2              | 2               | 2       | 97     | 10e        |
| 2019   | Championnat d'Allemagne de Formule 4 | Jenzer Motorsport     | 6       | 0         | 0              | 0               | 0       | -      | NC†        |
| 2019   | Championnat d'Espagne de Formule 4   | Jenzer Motorsport     | 6       | 0         | 1              | 0               | 3       | 39     | 13e        |
| 2020   | Championnat d'Allemagne de Formule 4 | Van Amersfoort Racing | 21      | 6         | 5              | 6               | 11      | 300    | Champion   |
| 2020   | Championnat d'Italie de Formule 4    | Van Amersfoort Racing | 14      | 2         | 1              | 3               | 6       | 169    | 4e         |
| 2021   | Formule 3 FIA                        | Carlin Buzz Racing    | 20      | 0         | 0              | 0               | 0       | 23     | 18e        |
| 2022   | Formule 3 FIA                        | Trident               | 14      | 0         | 0              | 2               | 0       | 46     | 12e        |
| 2023   | Formule 3 FIA                        | MP Motorsport         | 18      | 1         | 0              | 0               | 1       | 55     | 13e        |

† Pilote invité non éligible pour marquer des points.